# أوماي
أوماي (بالتركية القديمة: 𐰆𐰢𐰖؛ بالكازاخستانية: خيمان أنا، أوماي آنا؛ بالروسية : أومايЫмай/ يماي Ума́й، بالتركية: آنا) هي إلهة الخصوبة في الأساطير التركية والتنغرية، وبالتالي هي تعنى بالنساء والأمهات والأطفال.
أوماي تشبه آلهة الأرض الأم الموجودة في مختلف الديانات الأخرى.

## السّمات والخواصّ
تم تصوير أوماي على أنها الأم الأنثى الّتي تفعل الخير وتعرف وتُحدّد ولادات الأطفال. لها ثلاثة قرون، ترتدي ثوباً أبيض، ولها شعر أبيض فضي طوله يلوح الأرض. لا تبدو كبيرةً في السن، إنّها في أواسط العمر. يمكنها أن تتخذ شكل طائر ولها أجنحة. وهي صاحبة شجرة الحياة. إنها تحمي الأطفال وتوزّع البركة على الأرض. يشع الضّوء من حولها. قد تغضب في بعض الأحيان وتخيف الناس.
من لم يُرزَق بأولاد يهدي لها الذبائح والقرابين. تعيش في السماء، وتنزل إلى الأرض أحياناً. تم تصويرها وبجانبها بجعة أو حصان رشيق. تحمي النساء الحوامل وأطفال الحيوانات أيضاً.
تُرسِلُ أوماي كائنات خيالية مثل: (أُماجي Umacı) أو (أوماجي Omacı) أو (هومُّ Hommu) أو (هُمُّ Humu) أو (أُمُّ Umu) أو (إِمِّ Imı) أو كما لدى المغول (أومِيسي Omısı) وترتبط هذه الكائنات بمعانٍ مخيفة.
غالبًا ما تحدث وفيات الأطفال في المنازل التي لا تحمي أطفالها، وفي هذه الحالة تتم دعوتها باسم: أوماي السّوداء (بالتركية: Kara Umay كارا أوماي). يُطلق عليها أحيانًا اسم هوماي وهذا الاسم يتضمّن معاني متكاملة مع طائر الهوما. تُدعى أيضًا في بعض الأحيان أوماي الصّلعاء (بالتركية: Kel Umay كِل أوماي، أو Taskıl Umay تاسكِل أوماي)؛ لكن بالنّظر إلى أنّ شعرها طويل، فيمكن القول أن هذه الصورة تتبناها من وقت لآخر، فمن المعروف أيضًا أنّ هناك جبلًا على شكل أوماي الصّلعاء مخصصّ لها. يمكنها أن تتنكر في هيئة طائر أزرق وأبيض. وهي مرتبطة أيضًا بالرّوح الخالِقة التي تسمّى: السيدة آمّا، وبالأمّ ماي كذلك.

## أصل الكلمة
أوماي تأتي أيضاً بمعنى المشيمة.
في لغة المغول، أوماي تعني رحيم. وفي اللغة الإيفينكية كلمة (أُمُّ Ummu) تعني التّبويض أو التّفريخ.
وفي الإيفينكية أيضًا، تعني كلمة أُمووكتا (Umuukta) البيضة. أوماتش (Umaç) الّتي تعني الهدف، تعود أيضاً للجذر أومّاك (Ummak).
غير أنّ العلاقة بين كلمتي Ummak و Umay ليست مؤكدة.
في التركيّة القديمة، تحمل الكلمات (أوما Uma، أومات Umat، أوبات Ubat) معنى "حرَقَ".
في اللغة التونغوزية (أُماه Umah، أوماه Omah، و ياقوتشا أوماي Yakutça Umay) تأتي بمعنى الفرن وتكشف ارتباطها بالنار.
كلمة أُوماي، الّتي تعني في يومنا هذا المشيمة الّتي الرحم، هي واحدة من أقدم الكلمات التركيّة، وهي موجودة في مُعجم ديوان لُغات التُّرك بمعنى "النهاية، النهاية التي تخرج من بطن المرأة بعد الولادة".
أوماي، المذكورة في نقوش أورخون هي روح الخصوبة في الأساطير التركية والمغولية، تحرس النّساء الحوامل، الأجنّة والأطفال المولودين والّذين لم يُولدوا بعد، والحيوانات الصّغيرة.

## تعريف
أوماي هي أهمّ كائن ديني بعد الله في المعتقد التنغري. وفي النقوش التركية القديمة، أحيانًا ذُكِرَ اسمها هي فقط بجانب الله، فيما لم يتم ذكر أسماء الكيانات الدينية الأخرى في النقوش القديمة.

اسم إله السّماء تنغري كما ذُكرَ في نقوش أورخون

عندما يكون الطفل على وشك الولادة، تصل أوماي وتضع على شفاه الطفل قطرة من بحيرة الحليب الّتي في السماء ، فتمنحه روحًا وتحمي الأم والطفل لمدة 3 أيام. ابتسامة الطفل تعني أن أوماي مع الطفل.
إذا تركت أوماي الطفل لفترة طويلة، فسوف يمرض الطفل.
في أساطير آسيا الوسطى الإلهة إيجه، الّتي تعني "فتاة"، تُعادل الإلهة أوماي، ويُعتقد أنها إلهة الأرض، يطلق عليها شعب خاقاسيا اسم إيجه إيماي وتمّ تصويرها على أنّها سيدة حساسة ذات شعر أبيض. يُعتقد أنها تراقب الإنسانية من سحابة وردية. وتعرف باسم "آييسِت" عند شعب الياقوت الذين يعيشون في سيبيريا .